# Гарперс-Феррі (Західна Вірджинія)
Гарперс-Феррі (англ. Harpers Ferry) — місто (англ. town) в США, в окрузі Джефферсон штату Західна Вірджинія. Населення — 269 осіб (2020).

## Географія
Гарперс-Феррі розташований за координатами 39°19′31″ пн. ш. 77°44′30″ зх. д. / 39.32528° пн. ш. 77.74167° зх. д. (39.325309, -77.741702).  За даними Бюро перепису населення США в 2010 році місто мало площу 1,58 км², з яких 1,38 км² — суходіл та 0,20 км² — водойми.

## Демографія
Згідно з переписом 2010 року, у місті мешкало 286 осіб у 131 домогосподарстві у складі 78 родин. Густота населення становила 181 особа/км².  Було 175 помешкань (111/км²).
Расовий склад населення:
| - 93,7 % — білих - 4,2 % — чорних або афроамериканців - 0,7 % — корінних американців |

До двох чи більше рас належало 1,0 %. Частка іспаномовних становила 1,0 % від усіх жителів.
За віковим діапазоном населення розподілялося таким чином: 17,1 % — особи молодші 18 років, 59,8 % — особи у віці 18—64 років, 23,1 % — особи у віці 65 років та старші. Медіана віку мешканця становила 52,0 року. На 100 осіб жіночої статі у місті припадало 97,2 чоловіків;  на 100 жінок у віці від 18 років та старших — 97,5 чоловіків також старших 18 років.
Середній дохід на одне домашнє господарство  становив 93 668 доларів США (медіана — 65 714), а середній дохід на одну сім'ю — 111 254 долари (медіана — 66 786). За межею бідності перебувало 17,0 % осіб, у тому числі 16,0 % дітей у віці до 18 років та 2,6 % осіб у віці 65 років та старших.
Цивільне працевлаштоване населення становило 125 осіб. Основні галузі зайнятості: публічна адміністрація — 25,6 %, освіта, охорона здоров'я та соціальна допомога — 24,0 %, науковці, спеціалісти, менеджери — 18,4 %, мистецтво, розваги та відпочинок — 13,6 %.